# Teara leucopyga
Teara leucopyga är en fjärilsart som beskrevs av Walker. Teara leucopyga ingår i släktet Teara och familjen tandspinnare. Inga underarter finns listade i Catalogue of Life.